# Amegilla
Amegilla là một chi ong trong tông Anthophorini. Một vài loài trong chi này có các dải ánh kim loại trên bụng.
Chi này trước đây được xếp vào họ Anthophoridae, nhưng hiện nay thuộc họ Apidae và họ này hiện bao gồm tất cả các chi trước đây thuộc họ Anthophoridae.

## Hình ảnh

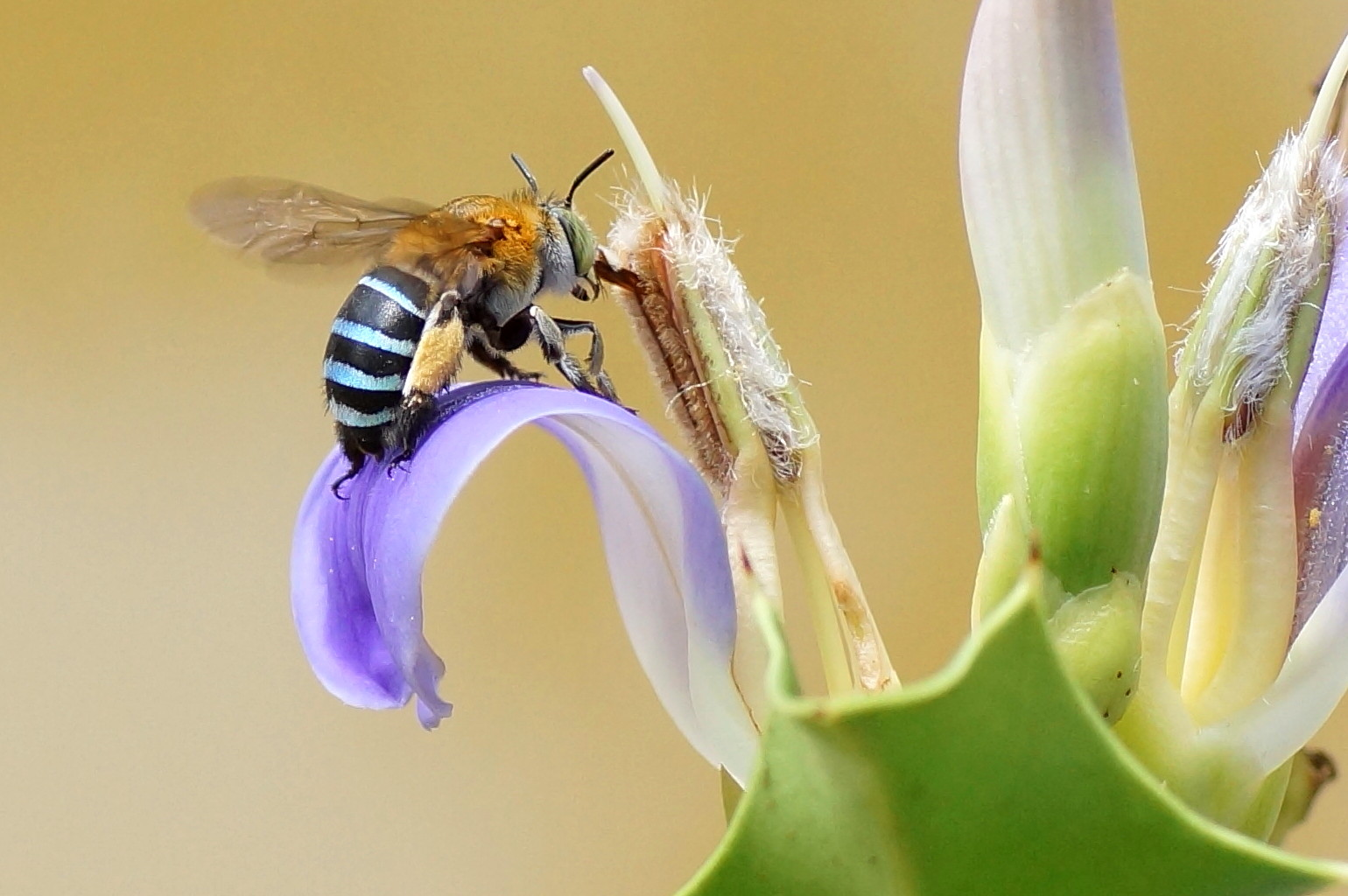
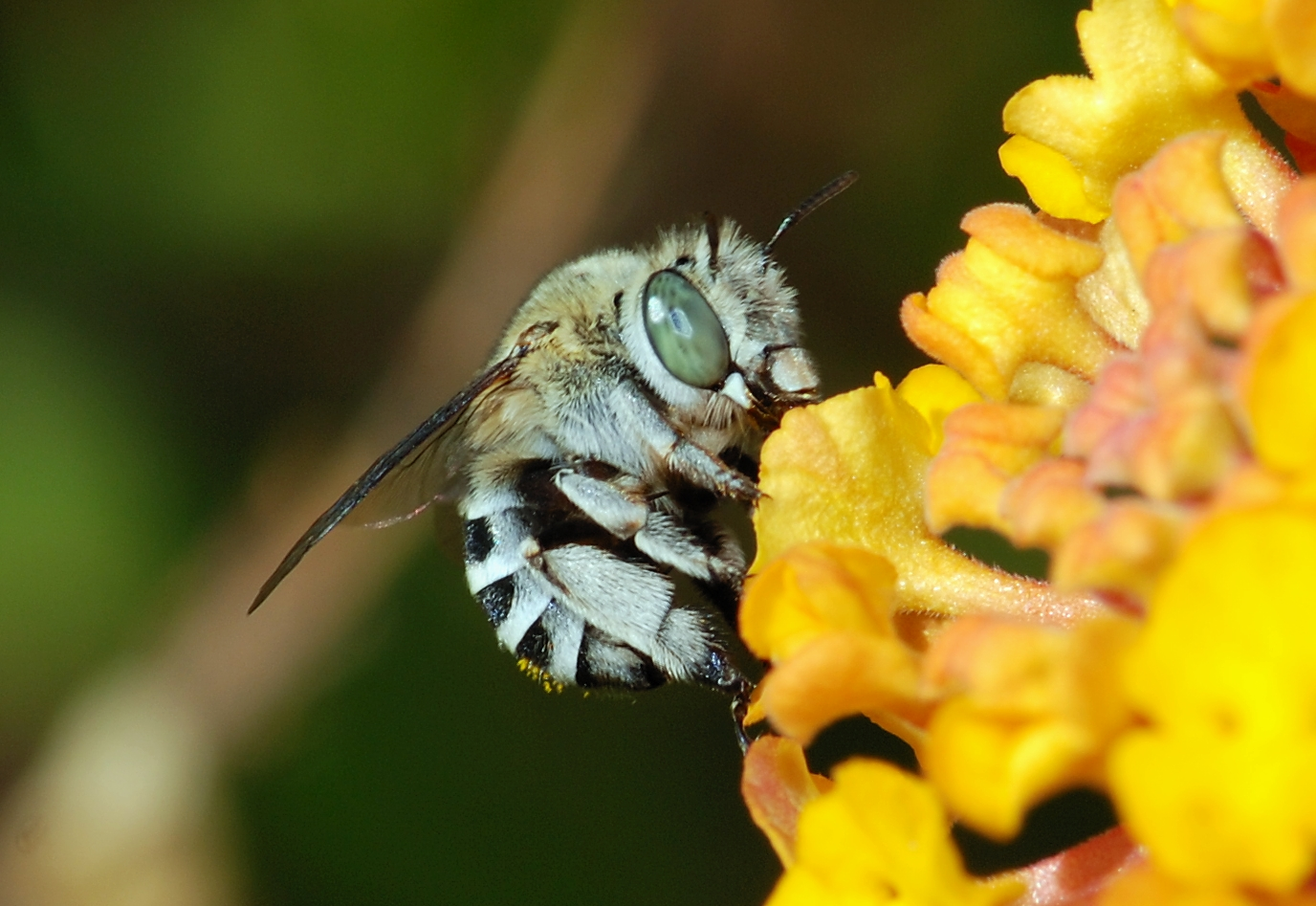
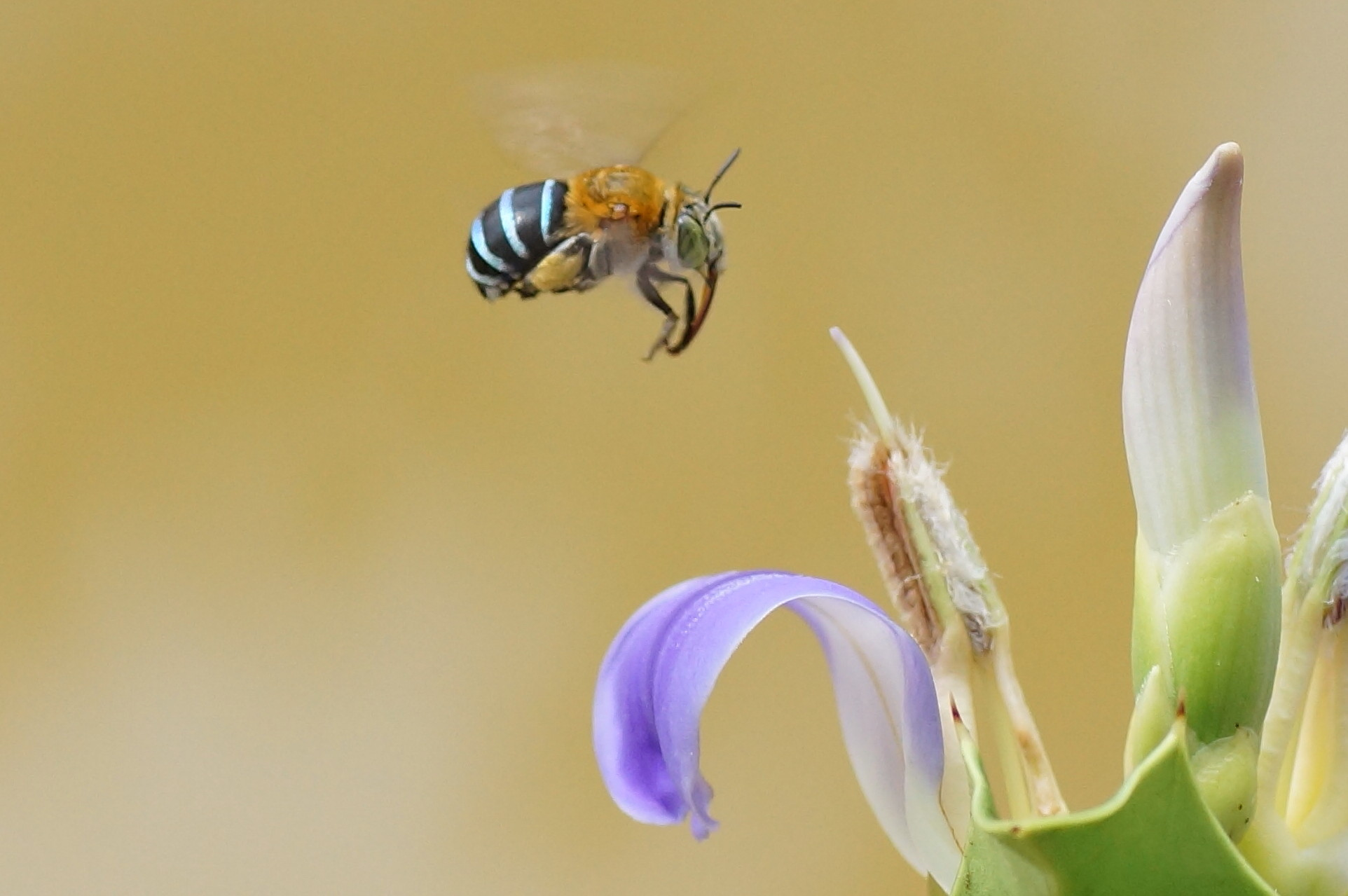
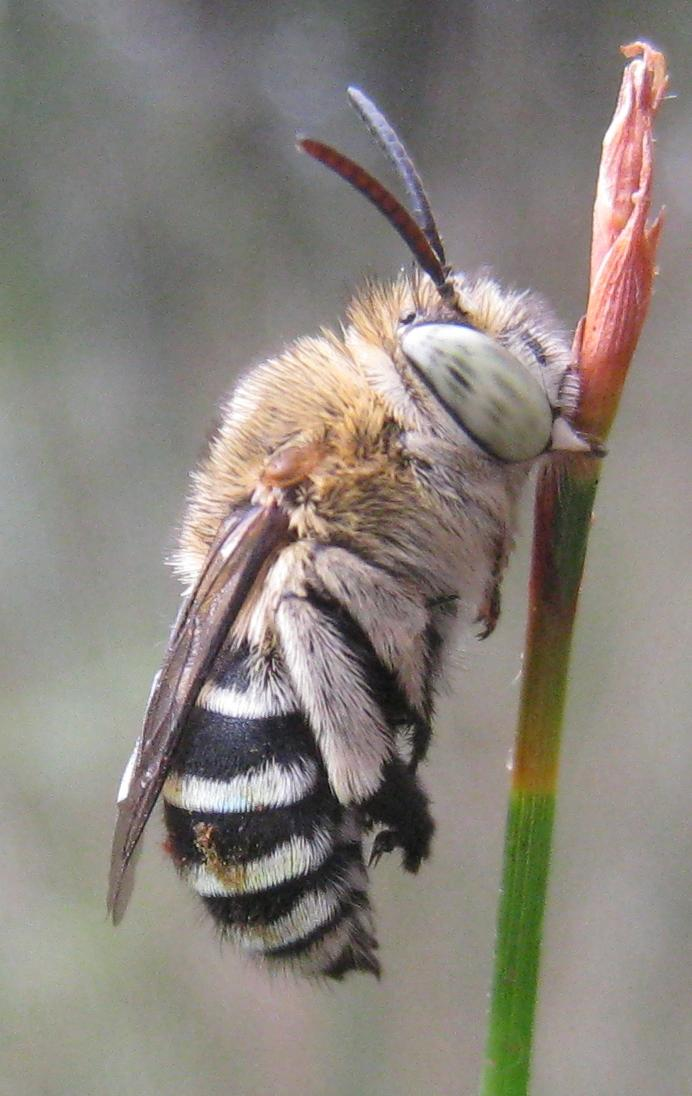
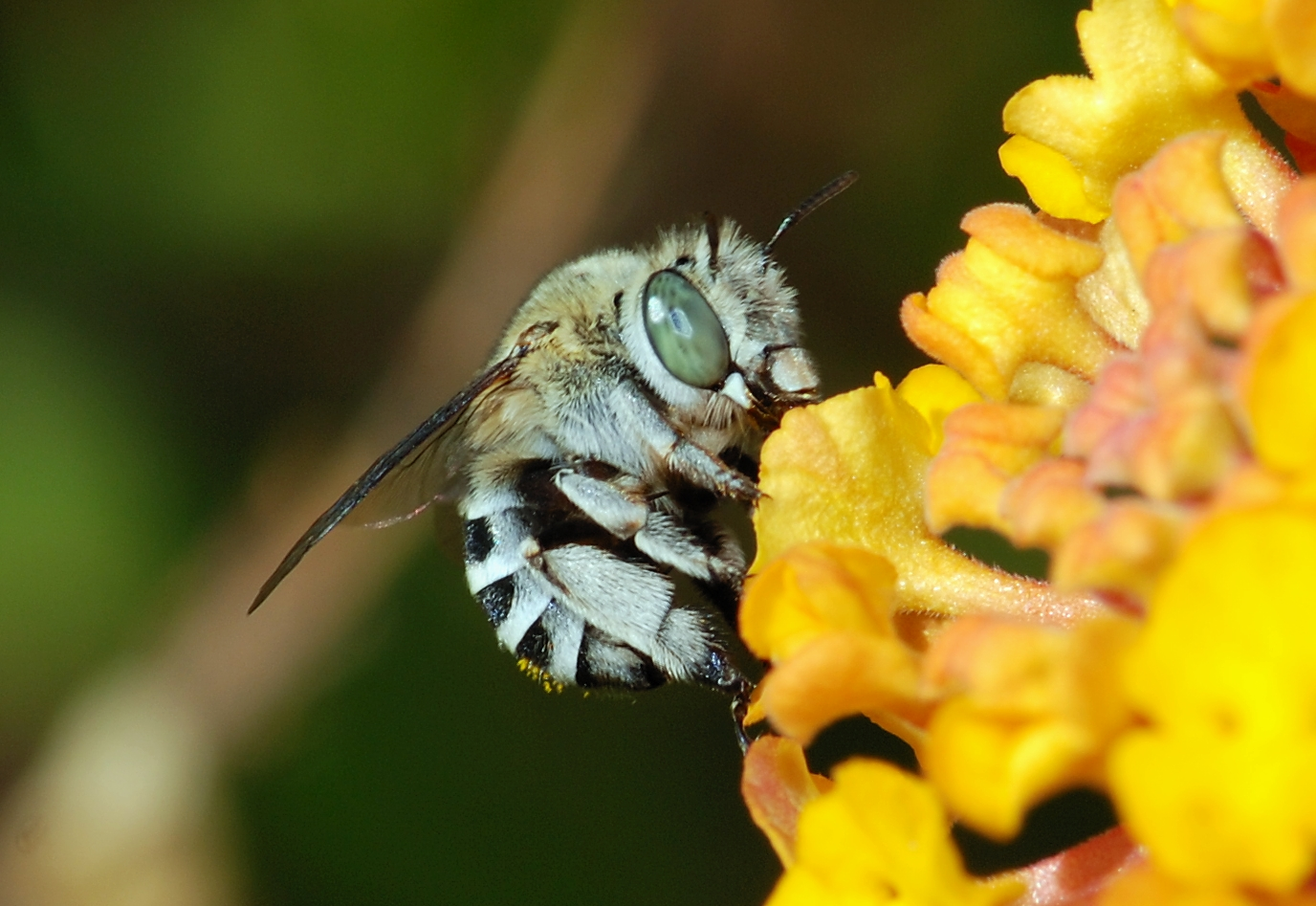
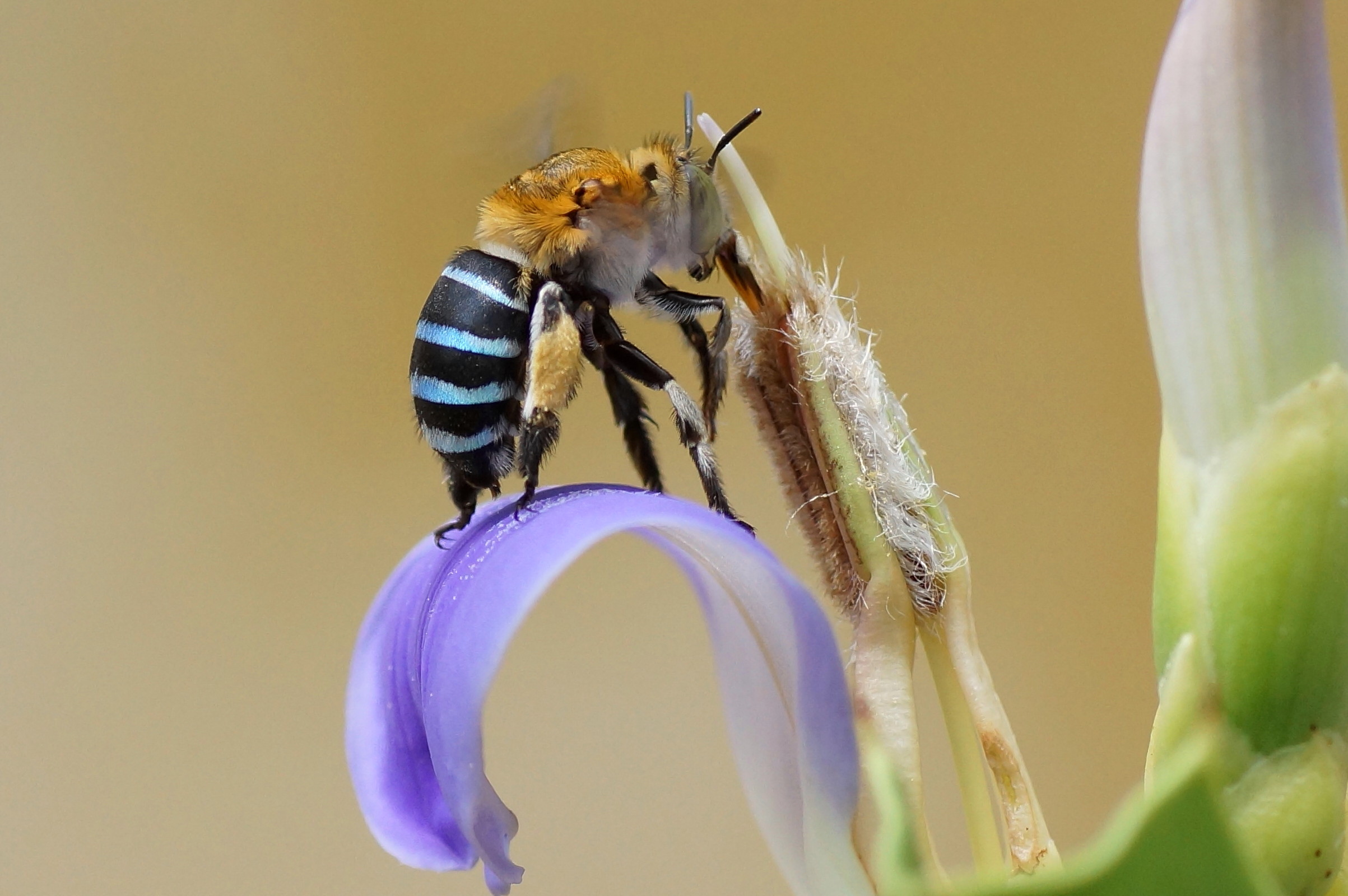